# Željko Sačić
Mr. Željko Sačić (Varaždin, 19. veljače 1963.), umirovljeni je hrvatski general i političar. 

## Obrazovanje i znanstveno-stručni angažman
Završio je srednju školu za unutrašnje poslove i 1980. se zaposlio u miliciji, prvo u Jedinici za posebne zadatke, a zatim u Jedinici za osiguranje, koja se bavila zaštitom komunističkih dužnosnika i objekata od posebnog značaja.
Diplomirao je na Pravnom fakultetu u Zagrebu (1987.), kao polaznik studija uz rad, nakon čega je raspoređen na radno mjesto kriminalista za suzbijanje gospodarskog kriminala.
Dana 31. svibnja 2000. godine obranio je magistarski rad u sklopu poslijediplomskog studija iz kaznenopravnih znanosti na Pravnom fakultetu u Zagrebu, stekavši znanstveni naziv magistra pravnih znanosti, iz područja kaznenopravnih znanosti.
Autor je i suautor više monografija, znanstvenih i stručnih članaka na temu suzbijanja organiziranog kriminala i korupcije.

## Karijera
Sudionik je Domovinskog rata, od 5. veljače 1991. godine, kada je imenovan pomoćnikom zapovjednika Antiterorističke jedinice "Sljeme", a od polovice 1991. godine i Antiterorističke jedinice Lučko, otkada je i u ulozi zamjenika zapovjednika specijalne policije. U toj ulozi, odnosno kao načelnik Sektora specijalne policije MUP-a, sudjelovao je u svim obrambeno-oslobodilačkim akcijama do okončanja Domovinskog rata.
Po okončanju Domovinskog rata, početkom 1996. godine, imenovan je pomoćnikom ministra unutarnjih poslova za poslove kriminalističke policije, koju dužnost obnaša više od četiri godine, sve do 22. veljače 2000. godine, kada je raspoređen na rad u Visoku policijsku školu, na radno mjesto nastavnika na Katedri kriminalistike, kao predavač Metodike suzbijanja organiziranog kriminaliteta.

## Politički angažman
Početkom 1980. završio je Političku školu za omladinske aktiviste i iste godine postao član Saveza komunista Jugoslavije.
Kraće je bio politički angažiran u HSLS-u, sredinom 2000-ih. 
Jednim je od osnivača političke stranke Akcija za bolju Hrvatsku (osnovana 30. travnja 2011. u Zagrebu), čijim je predsjednikom bio do lipnja 2012. godine.
Od 2020. godine član predsjedništva hrvatske domoljubne, demokršćanske i konzervativne stranke Hrvatski suverenisti.

## Privatni život
Oženjen je i otac dvoje djece. Živi u Zagrebu.

## Vanjske poveznice
- http://zeljkosacic.blog.hr/